# City by the Sea
City by the Sea är en amerikansk kriminalfilm från 2002 i regi av Michael Caton-Jones, efter manus av Mike McAlary. Filmen har också lanserats som Mark of a Murderer.
Scenerna från Long Beachs strand, boardwalken och dess närmaste omgivningar spelades in i Asbury Park i New Jersey.

## Handling
Vincent LaMarca är hängiven till sitt jobb som polis i New York men när ett fall där hans son Joey dyker upp som en misstänkt blir inget som förr. Sen skilsmässan har relationen mellan LaMarca och hans son varit allt annat än bra, Vincent flyttade från Long Beach på Long Island för anonymiteten på Manhattan och håller alla människor på avstånd, till och med sin son. Mordutredning drar honom tillbaka till Long Beach där LaMarcas smärtfulla förflutna väntar på honom.

## Rollista
| Robert De Niro    | – Vincent LaMarca |
| Frances McDormand | – Michelle        |
| James Franco      | – Joey            |
| Eliza Dushku      | – Gina            |
| William Forsythe  | – Spyder          |
| Patti LuPone      | – Maggie          |
| Anson Mount       | – Dave Simon      |
| John Doman        | – Henderson       |
| Brian Tarantina   | – Snake           |
| Drena De Niro     | – Vanessa Hansen  |
| Michael P. Moran  | – Herb            |
| Nestor Serrano    | – Rossi           |
| Matthew Cowles    | – Arnie           |
| Linda Emond       | – Margery         |
| Cyrus Farmer      | – Carl            |